# Tupel
In de wiskunde en de informatica is een {\displaystyle n}-tupel, ook tuple, een rij van {\displaystyle n} objecten. {\displaystyle n} geeft hier het aantal plaatsen in de rij van objecten aan, waaruit het tupel bestaat. De volgorde in een tupel is van belang, als de objecten in een andere volgorde staan is het een ander tupel. Wanneer gebruikt in een computerprogramma zijn tupels een datatype, maar per definitie een samengesteld datatype, omdat de verschillende objecten in een tupel ieder ook van een bepaald datatype zijn. De objecten op de verschillende plaatsen in een tupel kunnen al dan niet van hetzelfde type zijn.
Een koppel of een geordend paar is een 2-tupel.

## Cartesisch product
Ieder {\displaystyle n}-tupel is het element van een cartesisch product
{\displaystyle A_{1}\times \ldots \times A_{n}}
waarin iedere {\displaystyle A_{i}} afzonderlijk een verzameling is. Een tupel is dus voor een vrij te kiezen {\displaystyle n} een eindige geordende rij:
{\displaystyle (a_{1},\ldots ,a_{n})}
met {\displaystyle a_{i}\in A_{i}} voor {\displaystyle i=1,\ldots ,n}.
De objecten {\displaystyle a_{i}}, dus de elementen van de afzonderlijke verzamelingen {\displaystyle A_{i}}, worden ook de elementen van het tupel genoemd. In het bijzondere geval dat {\displaystyle n=2} spreekt men van een koppel.

## Voorbeelden
- Een voorbeeld van een tupel is: (Jan Janssen, wielrennen, Ronde van Frankrijk, 1968) met naam, sport, evenement en jaar.
- Een ruimte is een verzameling met een wiskundige structuur. De punten in een ruimte kunnen met behulp van een aantal coördinaten worden vastgelegd, dat even groot is als de dimensie {\displaystyle n} van die ruimte. De {\displaystyle n} coördinaten die een punt bepalen vormen een {\displaystyle n}-tupel.
- Een vector is een tupel van een bepaald aantal elementen over een gegeven lichaam (Ned) / veld (Be) {\displaystyle K}.

## Tupels in informatica
In bepaalde programmeertalen, zoals Haskell en Python, kan men gebruikmaken van tupels. De volgende functie levert de eerste waarde in een tupel op, waarbij het tupel een String en een Int bevat:

Haskell: 

```
fst
 
::
 
(
String
,
 
Int
)
 
->
 
String

fst
 
(
c
,
 
_
)
 
=
 
c

```

Python: 

```
my_tuple
 
=
 
(
"appel"
,
 
"banaan"
,
 
"citroen"
)

print
(
my_tuple
)

```